# Гамильтон, Уильям Дональд
Уильям Дональд Гамильтон (англ. William Donald Hamilton; 1 августа 1936, Каир, Египет — 7 марта 2000) — британский эволюционный биолог.
Гамильтон получил известность благодаря своим теоретическим работам, предоставившим генетические обоснования кин-отбора и альтруизма. Он считается одним из предвестников направления, впоследствии, благодаря работам Эдварда Осборна Уилсона, ставшего известным как социобиология.

## Биография
Во время Второй мировой войны эвакуирован в Эдинбург. Интересовался естественной историей с раннего возраста и проводил свободное время, коллекционируя бабочек и других насекомых. В 1946 году открыл для себя книгу Эдмунда Форда «Бабочки», в которой познакомился с принципами эволюции путём естественного отбора, генетики и популяционной генетики.
В двенадцатилетнем возрасте он серьёзно пострадал, играя со взрывчатыми веществами, имевшимися у его отца. Если бы его мать не была врачом, этот несчастный случай мог бы убить его. Чтобы спасти жизнь, ему пришлось сделать торакотомию, но пальцы на его правой руке пришлось ампутировать.
Гамильтон поступил в Кембриджский университет. Сильное впечатление на него произвела книга Рональда Фишера «Генетическая теория естественного отбора» (The Genetical Theory of Natural Selection), но книгу не изучали в Кембридже, поскольку Фишера считали всего лишь статистиком. В этой книге Фишер представил математические основы генетической эволюции.
В 1964—1977 годах Гамильтон был младшим преподавателем в Имперском колледже Лондона. Как отмечают современники, Гамильтон не относился к числу блестящих педагогов, и студенты часто жаловались на малопонятность его лекций.
В 1978—1984 году занимал должность профессора эволюционной биологии в Мичиганском университете.
В 1984 году и до самой смерти был профессором-исследователем Королевского общества при Оксфордском университете.Эта должность не была сопряжена с преподавательскими обязанностями.
В 1988-1989 президент Human Behavior and Evolution Society.

## Награды
- 1988 — Медаль Дарвина
- 1993 — Премия Крафорда
- 1993 — Премия Киото